# Кайпер, Вильгельм
Вильгельм Кайпер (нем. Wilhelm Keiper; 3 января 1893 — 1 сентября 1957) — немецкий генерал-майор вермахта во времена Второй мировой войны. Был генеральным полномочным представителем Германии на оккупированной немцами территории Черногории, находившейся в составе Югославии.

## Деятельность в Черногории
Когда в сентябре 1943 года оккупированная немцами территория Черногории была передана военному командующему на юго-востоке, Кайпер был назначен генеральным полномочным представителем Германии. Он отвечал за военное дело, а политические дела были возложены на Нойбаухера, который следовал пожеланиям правительственного комитета Черногории Любомира Вуксановича. 

### Фельдкоманда № 1040
Германия учредила новый полевой штаб (Feldkomandanture number 1040) для управления Черногорией (серб. Самостална федлкомендатуре за Црну Гору). Резиденция Вильгельма Кайпера была зданием бывшего британского посланника в Цетине. На стене его кабинета были две копии картин сербского художника Пая Йовановича, Второе сербское восстание и Миграция сербов.
30 сентября 1943 года Кайпер опубликовал свое заявление, в котором подчеркнул, что Германия не имеет территориальных претензий на Черногорию и что немецкие войска находятся в Черногории только из-за военных обстоятельств, чтобы обезопасить черногорское побережье Адриатического моря от вторжения Союзников. Кайпер призвал население Черногории проявить лояльность, заявив, что «неважно, будет Черногория белой или зелёной, важно, чтобы Черногория не была красной». 

### Жандармерия и милиция
20 октября 1943 года Вильгельм Кайпер пригласил всё мужское население Черногории в возрасте от 18 до 40 лет в жандармерию. Он набрал 1 500 человек в ополчение и 7 500 человек в жандармерию, которые поддержали бы немецкие войска в борьбе против коммунистов. Кайпер организовал 6 батальонов жандармерии в шести местностях Черногории, контролируемых немцами: Которский залив, Бар, Цетине, Подгорица, Даниловград и Никшич. Кайпер создал ещё два батальона, состоящих из 3000 бывших четников из двух округов, оккупированных коммунистическими силами: Колашин и Шавник. Командиром жандармерии был бывший лейтенант артиллерии Перо Марушич.
1 ноября Кайпер объявил, что те, кто «будет следовать указаниям коммунистов или Драголюба Михайловича», будут строго наказаны. Он относился к четникам Михайловича как к врагам, но это не помешало ему принять секретные меры, чтобы сотрудничать с ними против партизан возглавляемых коммунистами .

### Национальный административный совет
9 ноября 1943 года немцы учредили местное самоуправление в форме Национального административного совета (серб. Народна Управа) во главе с Любомиром Вуксановичем. Павле Джуришич начал своё сотрудничество с Кайпером с июня 1944 года. 12 ноября 1943 года Кайпер опубликовал угрозу, что немецкие оккупационные силы убьют 20 заложников за каждого немецкого солдата, убитого в Черногории, и по 10 за каждого раненого немецкого солдата.
После того, как из Цетинье было эвакуировано множество людей и священников, Кайпер также из него ушёл.